# Niambia brevicauda
Niambia brevicauda är en kräftdjursart som beskrevs av Helmut Schmalfuss och Franco Ferrara 1978. Niambia brevicauda ingår i släktet Niambia och familjen myrbogråsuggor. Inga underarter finns listade i Catalogue of Life.